# Bárbara Lennie
Bárbara Lennie Holguín (Madrid, 20 d'abril de 1984) és una actriu espanyola de pares argentins. A molt curta edat es va traslladar al costat de la seva família a Buenos Aires (Argentina), on va viure fins als sis anys, per a després tornar novament a Espanya en 1990.

## Biografia
Es va llicenciar en Interpretació per la Reial Escola Superior d'Art Dramàtic. Ha protagonitzat les pel·lícules Dictado, Todas las canciones hablan de mí, Mujeres en el parque, Obaba, La bicicleta, Todos los días son tuyos, i Más pena que gloria, en la qual va debutar amb només quinze anys. A més va treballar a Las 13 rosas, d'Emilio Martínez Lázaro i La piel que habito, de Pedro Almodóvar. Els seus últims treballs inclouen films com Magical Girl de Carlos Vermut, María (y los demás) de Nely Reguera, Contratiempo d'Oriol Paulo, Oro de Agustín Díaz Yanes, Una especie de familia de Diego Lerman, La malaltia del diumenge de Ramón Salazar, Petra de Jaime Rosales i El Reino de Rodrigo Sorogoyen.
Va ser nominada als Premis Goya com millor actriu revelació pel seu paper a Obaba el 2005 i doble candidata el 2014 per El Niño como millor actriu de repartiment i per Magical Girl en la categoria de millor actriu protagonista que va guanyar. El 2017 va guanyar als Premis Feroz i va optar als Premis Goya per la seva actuació protagonista en la pel·lícula María (y los demás)
A televisió, va fer un petit paper a Águila Roja i es va incorporar a la cinquena temporada d' Amar en tiempos revueltos (2009-2010), en el paper de "Rosa Fernández", una ambiciosa aspirant a actriu. El 2012 va formar part del repartiment de la sèrie històrica de TVE, Isabel.

## Filmografia

### Cinema
| Any  | Títol                                    | Direcció                  | Personatge           |
| ---- | ---------------------------------------- | ------------------------- | -------------------- |
| 2023 | Las chicas están bien                    | Itsaso Arana              | Bárbara              |
| 2022 | Los renglones torcidos de Dios           | Oriol Paulo               | Alice Gould          |
| 2022 | El suplente                              | Diego Lerman              | Mariela              |
| 2022 | El agua                                  | Elena López Riera         | Isabella             |
| 2018 | El reino                                 | Rodrigo Sorogoyen         | Amaia Marín          |
| 2018 | Todos lo saben                           | Asghar Farhadi            | Bea                  |
| 2018 | Petra                                    | Jaime Rosales             | Petra                |
| 2017 | La malaltia del diumenge                 | Ramón Salazar             | Chiara               |
| 2017 | Oro                                      | Agustín Díaz Yanes        | Doña Ana             |
| 2017 | Una especie de familia                   | Diego Lerman              | Malena               |
| 2016 | Las furias                               | Miguel del Arco           | Julia                |
| 2016 | Contratiempo                             | Oriol Paulo               | Laura Vidal          |
| 2016 | María (y los demás)                      | Nely Réguera              | María                |
| 2015 | El apóstata                              | Federico Veiroj           | Maite                |
| 2014 | Murieron por encima de sus posibilidades | Isaki Lacuesta            | Negociadora          |
| 2014 | Magical girl                             | Carlos Vermut             | Bárbara              |
| 2014 | El Niño                                  | Daniel Monzón             | Eva                  |
| 2014 | Stella cadente                           | Lluis Miñarros            | Reina María Victoria |
| 2012 | Miel de naranjas                         | Imanol Uribe              | Ana                  |
| 2012 | Dictado                                  | Antonio Chavarrías        | Laura                |
| 2011 | La piel que habito                       | Pedro Almodóvar           | Cristina             |
| 2010 | Todas las canciones hablan de mí         | Jonás Trueba              | Andrea               |
| 2009 | Los condenados                           | Isaki Lacuesta            | Silvia               |
| 2007 | Las 13 rosas                             | Emilio Martínez Lázaro    | Dionisia             |
| 2007 | Todos los días son tuyos                 | José Luis Gutiérrez Arias | María                |
| 2006 | Mujeres en el parque                     | Felipe Vega               | Mónica               |
| 2006 | La bicicleta                             | Sigfrid Monleón           | Julia                |
| 2005 | Obaba                                    | Montxo Armendáriz         | Lourdes              |
| 2001 | Más pena que gloria                      | Victor García León        | Gloria               |

### Curtmetratges
| Any  | Títol                    | Direcció        | Personatge |
| ---- | ------------------------ | --------------- | ---------- |
| 2005 | Los que sueñan despierto | Félix Viscarret | Laura      |

### Sèries de televisió
| Any/s       | Sèrie                     | Canal     | Personatge                | Notas        |
| ----------- | ------------------------- | --------- | ------------------------- | ------------ |
| 2007 - 2008 | Cuenta atrás              | Cuatro    | Leonor "Leo" Marín        | 29 episodis  |
| 2009 - 2010 | Amar en tiempos revueltos | La 1      | Rosa Fernández            | 139 episodis |
| 2009 - 2015 | Águila Roja               | La 1      | Cristina Hernando/Micaela | 2 episodis   |
| 2012 - 2013 | Isabel                    | La 1      | Joana d'Avis              | 12 episodis  |
| 2013        | Balas Perdidas            |           | Katie                     | 1 episodi    |
| 2017        | El incidente              | Telecinco | Ana                       | 5 episodis   |
| 2020        | El desorden que dejas     | Netflix   | Viruca                    | 8 episodis   |

### Teatre
- Trío en mi bemol (2008-2009), com Ella.
- La función por hacer (2010-2013), com Dona.
- Veraneantes (2011-2012), com Bárbara.
- Las criadas (2012 -2013), com Clara.
- Breve ejercicio para sobrevivir (2013)
- Misántropo (2013-2014)
- La clausura del amor (2015)
- ’’ El tratamiento’’ (2018)
- "Hermanas" (2019)

## Premis i nominacions
Premis Goya
| Any  | Categoria                | Pel·lícula          | Resultat   |
| ---- | ------------------------ | ------------------- | ---------- |
| 2005 | Millor actriu revelació  | Obaba               | Nominada   |
| 2014 | Millor actriu            | Magical Girl        | Guanyadora |
| 2014 | Millor actriu secundària | El Niño             | Nominada   |
| 2016 | Millor actriu            | María (y los demás) | Nominada   |

Premis Cinematogràfics José María Forqué
| Any  | Categoria                  | Pel·lícula   | Resultat   |
| ---- | -------------------------- | ------------ | ---------- |
| 2015 | Millor actriu protagonista | Magical girl | Guanyadora |

Premis Sant Jordi de Cinematografia
| Any  | Categoria                             | Pel·lícula                                             | Resultat   |
| ---- | ------------------------------------- | ------------------------------------------------------ | ---------- |
| 2010 | Millor actriu en pel·lícula espanyola | Los condenados                                         | Guanyadora |
| 2018 | Millor actriu en pel·lícula espanyola | Petra La malaltia del diumenge El reino Todos lo saben | Guanyadora |

Premis Gaudí
| Any  | Categoria                  | Pel·lícula     | Resultat   |
| ---- | -------------------------- | -------------- | ---------- |
| 2014 | Millor actriu protagonista | Stella cadente | Nominada   |
| 2014 | Millor actriu secundària   | El niño        | Guanyadora |

Premis Feroz
| Any  | Categoria     | Pel·lícula          | Resultat   |
| ---- | ------------- | ------------------- | ---------- |
| 2014 | Millor actriu | Magical Girl        | Guanyadora |
| 2016 | Millor actriu | María (y los demás) | Guanyadora |

Premis de la Unión de Actores
| Any  | Categoria                             | Pel·lícula           | Resultat   |
| ---- | ------------------------------------- | -------------------- | ---------- |
| 2010 | Millor actriu revelació               | La función por hacer | Guanyadora |
| 2012 | Millor actriu secundària de televisió | Isabel               | Nominada   |
| 2015 | Millor actriu protagonista de teatre  | La clausura del amor | Nominada   |

Medalles del Cercle d'Escriptors Cinematogràfics
| Any  | Categoria        | Treball      | Resultat   |
| ---- | ---------------- | ------------ | ---------- |
| 2005 | Premio revelació | Obaba        | Nominada   |
| 2014 | Millor actriu    | Magical Girl | Guanyadora |

Premis Max
| Any  | Categoria                  | Obra                 | Resultat   |
| ---- | -------------------------- | -------------------- | ---------- |
| 2011 | Millor actriu protagonista | La función por hacer | Nominada   |
| 2012 | Millor actriu protagonista | Veraneantes          | Guanyadora |
| 2016 | Millor actriu protagonista | La clausura del amor | Nominada   |

Premis Ojo Crítico
| Any  | Categoria | Treball        | Resultat   |
| ---- | --------- | -------------- | ---------- |
| 2009 | Cine      | Los condenados | Guanyadora |